# Figulus bomansi
Figulus bomansi là một loài bọ cánh cứng trong họ Lucanidae. Loài này được Ikeda mô tả khoa học năm 2002.